# Porvenir (Buenos Aires)
Porvenir es una localidad del partido de Florentino Ameghino, provincia de Buenos Aires, Argentina.
Dista a 36 km de la ciudad de Ameghino, 32 km por camino de tierra y 4 km pavimentados saliendo desde la antes citada ciudad.
Sus mayores actividades económicas son la agricultura y ganadería. Porvenir cuenta con una sala de primeros auxilios, el jardín de infantes Simón Bolívar, la escuela n.º 6 Mariano Moreno, la escuela secundaria número 4 y la parroquia San Roque.
Porvenir se encuentra cerca de la mayor zona arqueológica a kilómetros a la redonda: la Laguna de Salalé. En esta se han encontrado varios restos de las civilizaciones de pueblos originarios que habitaron la zona. [cita requerida]

## Población
Cuenta con 156 habitantes (Indec, 2010), lo que representa un descenso del 4,2% frente a los 163 habitantes (Indec, 2001) del censo anterior.
| Gráfica de evolución demográfica de Porvenir entre 1991 y 2010 |
|                                                                |
| Fuente: Censos nacionales del INDEC                            |